# Baraçal (Sabugal)
Baraçal é uma povoação portuguesa sede da Freguesia de Baraçal do Município de Sabugal, freguesia com 17,38 km² de área e 208 habitantes (censo de 2021), tendo, por isso, uma densidade populacional de 12 hab./km².
A freguesia é composta pela aldeia do Baraçal e pelos lugares da Quinta das Vinhas e do Roque Amador.
A freguesia foi criada por decreto de 09/09/1904 com lugares da freguesia de Vila do Touro.

## Demografia
A população registada nos censos foi:
| Distribuição da População por Grupos Etários | Distribuição da População por Grupos Etários | Distribuição da População por Grupos Etários | Distribuição da População por Grupos Etários | Distribuição da População por Grupos Etários |
| -------------------------------------------- | -------------------------------------------- | -------------------------------------------- | -------------------------------------------- | -------------------------------------------- |
| Ano                                          | 0-14 Anos                                    | 15-24 Anos                                   | 25-64 Anos                                   | > 65 Anos                                    |
| 2001                                         | 34                                           | 26                                           | 102                                          | 80                                           |
| 2011                                         | 22                                           | 19                                           | 83                                           | 66                                           |
| 2021                                         | 19                                           | 21                                           | 102                                          | 66                                           |

## Património
- Igreja Paroquial do Espírito Santo (Baraçal)
- Capela de Nossa Senhora de Fátima (Baraçal)
- Capela de São Domingos (Quinta das Vinhas)
- Capela de Nossa Senhora das Preces (Roque Amador)

## Festas e Romarias
- Nossa Senhora das Preces, no Roque Amador (segunda-feira de Páscoa)
- São Domingos, na Quinta das Vinhas (julho)
- São Sebastião, no Baraçal (agosto)